# Vanessa Córdoba
Vanessa Córdoba Arteaga (Cali, Colombia; 9 de mayo de 1995) es una futbolista y comunicadora colombiana. Juega como guardameta en el Atlético Nacional Femenil de la Liga Profesional Femenina de Fútbol de Colombia. Ha jugado con la selección absoluta de su país. Es hija del reconocido guardameta colombiano Óscar Córdoba.

## Trayectoria

### Inicios
Vanessa jugó en equipos universitarios estadounidenses durante la realización de sus estudios profesionales en dicho país. Jugó primero con el equipo femenino de New York Institute of Technology y luego con el equipo universitario Ohio Bobcats de la Universidad de Ohio..

### Independiente Santa Fe Femenino, Fundación Albacete y La Equidad Femenino
Jugó en el equipo colombiano Independiente Santa Fe (2017-2018), tuvo un breve paso por la Fundación Albacete (2018) de España y regresó a Colombia para jugar en La Equidad (2018-2020)..

### Querétaro Femenil
En junio de 2021, fue fichada por el Querétaro de la Liga MX Femenil de México de cara al Torneo Apertura 2021, convirtiéndose en la primera futbolista colombiana en jugar en esta liga..

### Deportivo Cali Femenino
El 25 de junio del 2022 el deportivo Cali Femenino oficializa la contratación de Vanessa en condición de préstamo hasta final de año desde el Querétaro Femenil club dueño de su pase.
El 24 de noviembre del 2022 se oficializa que no continúa más con el cuadro azucarero dando a conocer así su regreso al Querétaro Femenil

### Atlético Nacional Femenino
En 2023 fichó en condición como Agente Libre por el club Verdolaga para la disputa de los torneos previstos.

## Estadísticas

### Clubes
| Club                   | País     | Año             |
| ---------------------- | -------- | --------------- |
| Independiente Santa Fe | Colombia | 2017 - 2018     |
| Fundación Albacete     | España   | 2018            |
| La Equidad             | Colombia | 2018 - 2020     |
| Querétaro              | México   | 2021 - 2022     |
| Deportivo Cali         | Colombia | 2022            |
| Atlético Nacional      | Colombia | 2023 - presente |